# VR Hr12
Die Baureihe Hr12 sind schwere sechsachsige dieselelektrische Lokomotiven, die zwischen 1959 und 1963 von der Finnischen Staatsbahn (VR) beschafft wurde. Es wurden 42 Stück mit der Achsfolge Co’Co’ gebaut.

## Technische Daten
Der mechanische Teil stammt von Lokomo und Valmet in Finnland. Der elektrische Teil wurde von Brown, Boveri & Cie als Lizenzbau von Oy Stromberg AB in Pitäjänmäki hergestellt. Der Dieselmotor wurde von MAN entwickelt und in Lizenz von Tampella Oy in Tampere gefertigt. Er gibt bei der Nenndrehzahl von 900 min−1 eine Leistung von 1900 PS ab. Er hat 16 Zylinder mit einer Bohrung von 220 mm und einem Hub von 300 mm.
Die Auslieferungsjahre waren:
- 1959: 2200–2205
- 1960: 2206–2219
- 1961: 2220–2227
- 1962: 2228–2231
- 1963: 2232–2241

## Dr12
Am 1. Januar 1976 erfolgte eine Änderung des finnischen Baureihensystems. Im Zuge dieser Umstellung wurde die Baureihe nunmehr als Baureihe Dr12 bezeichnet.

## Dr15
Im Januar 1980 wurde eine Dr12 versuchsweise umgebaut und als Baureihe Dr15 mit der Nummer 2439 eingereiht. Dieser Umbau befriedigte nicht, so dass die 2439 ein Einzelstück blieb, das schon 1984 aus dem Betrieb genommen wurde. Die VR entschied sich statt eines Umbaus der Dr12 für die Neubeschaffung der Baureihe Dr16 ab 1985.

## Erhaltene Lokomotiven
Zwei Lokomotiven sind museal erhalten geblieben. Dies sind die 2241 in Toijalan Veturimuseo (Toijala Lokomotivmuseum) und die 2216 in Haapamäki.